# Petaloctenus cupido
Petaloctenus cupido là một loài nhện trong họ Ctenidae.
Loài này thuộc chi Petaloctenus. Petaloctenus cupido được miêu tả năm 2001 bởi Van der Donckt & Rudy Jocqué.